# Fernando Escartín
Pour les articles homonymes, voir Escartín.
Escartín  Coti est un nom espagnol. Le premier nom de famille, en général paternel, est Escartín ; le second, en général maternel, souvent omis, est Coti.
 (octobre 2024).
Si vous disposez d'ouvrages ou d'articles de référence ou si vous connaissez des sites web de qualité traitant du thème abordé ici, merci de compléter l'article en donnant les références utiles à sa vérifiabilité et en les liant à la section « Notes et références ».
Fernando Escartín Coti, né le 24 janvier 1968 à Biescas en Aragon, est un coureur cycliste espagnol. Il fait partie du circuit professionnel pendant 11 ans entre 1990 et le début des années 2000. Il est l'un des meilleurs grimpeurs de son époque.

## Biographie
Particulièrement à l'aise en montagne, c'est un pur grimpeur. On a coutume de dire de lui que tout ce qu'il gagnait en montagne il le perdait en contre-la-montre, ce qui fut vrai pendant une grande partie de sa carrière et qu'il sut en partie corriger à la fin de son aventure professionnelle.
Fernando Escartín est célèbre pour ses envolées spectaculaires du Tour de France, accompagné de grands noms tels que Marco Pantani, Richard Virenque, José María Jiménez, Jan Ullrich ou encore Lance Armstrong.
Il possède un style particulier, assez inélégant, qui lui donnait une allure dissymétrique particulièrement lorsqu'il se mettait en danseuse. Il était aussi connu pour être un descendeur catastrophique comme en témoignent ses nombreuses chutes. 
Adversaire coriace, il n'hésite pas à attaquer ses adversaires les plus talentueux lorsque la route s’élève et assure un formidable spectacle aux spectateurs des étapes de montagne.
Entre 2014 et 2021, il est co-responsable du tracé du Tour d'Espagne, puis devient directeur de La Vuelta Femenina.

## Palmarès

### Palmarès amateur
- 1988
  - 2e de Bayonne-Pampelune
- 1990
  - Vuelta a Costa Blanca

### Palmarès professionnel
- 1992
  - 9e du Grand Prix du Midi libre
- 1993
  - GP Naquera
  - 5e étape du Tour de Galice
  - 2e du Trophée Luis Puig
  - 3e de la Klasika Primavera
  - 3e du Tour de Suisse
  - 3e du championnat d'Espagne sur route
  - 10e du Tour d'Espagne
- 1994
  - Clásica a los Puertos de Guadarrama
  - 2e du Tour de Catalogne
  - 9e du Tour d'Espagne
- 1995
  - Tour d'Aragon :
    - Classement général
    - 3e étape

  - Tour des vallées minières :
    - Classement général
    - 1re étape

  - Saragosse-Sabiñánigo
  - 2e de la Subida al Naranco
  - 3e de la Klasika Primavera
  - 7e du Tour de France
  - 10e du Tour de Suisse
- 1996
  - Clásica a los Puertos de Guadarrama
  - 2e du Tour des Asturies
  - 3e du championnat d'Espagne sur route
  - 6e du Critérium du Dauphiné libéré
  - 8e du Tour de France
  - 10e du Tour d'Espagne
- 1997
  - 2e étape du Tour des Asturies
  - Tour de Catalogne :
    - Classement général
    - 6e étape

  - 2e de la Bicyclette basque
  - 2e du Tour d'Espagne
  - 3e du Tour des Asturies
  - 3e du Tour de Burgos
  - 5e du Tour de France
- 1998
  - 1re étape du Tour d'Aragon
  - 8e étape du Tour de Catalogne
  - 2e du Tour d'Espagne
  - 3e du Tour de Catalogne
- 1999
  - 4e et 5e étapes du Tour des Asturies
  - 3e et 5e étapes de la Bicyclette basque
  - 15e étape du Tour de France
  - 3e du Tour de France
  - 3e du Tour des Asturies
- 2000
  - 2e de la Classique des Alpes
  - 2e de la Clásica a los Puertos de Guadarrama
  - 7e du Tour d'Espagne
  - 8e du Tour de France
- 2001
  - 3e du Tour de Catalogne
  - 3e du Championnat de Zurich
  - 10e du Tour d'Espagne
- 2002
  - 8e du Tour d'Italie

## Résultats sur les grands tours

### Tour de France
Sur ses 9 participations au Tour de France, Fernando Escartín finit 6 fois dans les 20 premiers du classement général avec une victoire d'étape à la clé.
9 participations
- 1992 : 45e
- 1993 : 30e
- 1994 : 12e
- 1995 :  7e
- 1996 :  8e
- 1997 :  5e
- 1998 : abandon (16e étape)
- 1999 :  3e, vainqueur de la 15e étape
- 2000 :  8e

### Tour d'Italie
2 participations
- 1991 : 67e
- 2002 : 8e

### Tour d'Espagne
Sur ses 9 participations au Tour d'Espagne, Fernando Escartín finit 7 fois dans les 10 premiers du général.
9 participations
- 1993 : 10e
- 1994 :  9e
- 1996 : 10e
- 1997 :  2e
- 1998 :  2e
- 1999 : abandon (8e étape)
- 2000 :  7e
- 2001 : 10e
- 2002 : abandon (14e étape)